# 1809
Évszázadok: 18. század – 19. század – 20. század
Évtizedek: 1750-es évek – 1760-as évek – 1770-es évek – 1780-as évek – 1790-es évek – 1800-as évek – 1810-es évek – 1820-as évek – 1830-as évek – 1840-es évek – 1850-es évek
Évek: 1804 – 1805 – 1806 – 1807 –  1808 – 1809 – 1810 – 1811 – 1812 – 1813 – 1814

## Események
- március 4. – Hivatalba lép James Madison, az Amerikai Egyesült Államok 4. elnöke
- március 13. – IV. Gusztáv svéd királyt megfosztják trónjától
- június 6. – Elfogadják Svédország alkotmányát, ezzel az ország alkotmányos monarchiává válik
- június 14. – A győri csata a franciák ellen[1]
- augusztus 10. – Ecuadorban a függetlenség kikiáltásának napja
- szeptember 17. – A fredrikshamni béke az orosz–svéd háborúban: Oroszország megszerzi Finnországot
- október 14. – I. Ferenc magyar király Tatán aláírja a napóleoni háborúkat lezáró schönbrunni békét.[1]
- november 19. – Az ocanai csatában a francia csapatok 29 000 fős serege megsemmisítő vereséget mér az 50 000 fős spanyol hadseregre.
- Kolozsvár és Buda között rendszeresítik a napi postaforgalmat[2]

## Születések
- január 4. – Louis Braille, a róla elnevezett vak írás kidolgozója († 1852)
- január 19. – Edgar Allan Poe, költő, novellista († 1849)
- február 3. – Felix Mendelssohn Bartholdy, német zeneszerző († 1847)
- február 12. – Abraham Lincoln politikus, az Egyesült Államok elnöke († 1865)
- február 12. – Charles Darwin angol természettudós († 1882)
- március 31. – Nyikolaj Vasziljevics Gogol orosz író († 1852)
- április 15. – Hermann Grassmann porosz matematikus († 1877)
- május 1. – Karvasy Ágoston jogtudós, közgazdász, az MTA tagja, az első magyar nyelvű állam- és gazdaságtudományi áttekintések szerzője († 1896)
- augusztus 6. – Alfred Tennyson angol költő († 1892)
- október 10. – Flór Ferenc, a „legmagyarabb magyar orvos” († 1871)
- november 26. – Földváry Károly honvéd ezredes († 1883)
- december 29. – William Gladstone, az Egyesült Királyság miniszterelnöke, hivatalban 1868-tól 1874-ig, 1880-tól 1885-ig, 1886-ban és 1892-től 1894-ig († 1898)

## Halálozások
- február 24. – Bessenyei Sándor, magyar királyi testőr, költő (* ?)
- március 7. – Johann Georg Albrechtsberger, osztrák zeneszerző, orgonista, zenetudós, zenetanár (* 1736)
- május 8. – Augustin Pajou, francia szobrász (* 1730)
- május 31.
  - Joseph Haydn, osztrák zeneszerző (* 1732)
  - Jean Lannes, montebellói herceg, francia marsall (* 1769)
- június 8. – Thomas Paine, angol származású, az Amerikai Egyesült Államokban és Franciaországban tevékenykedő politikus, újságíró, esszéista (* 1737)
- szeptember 11. – Horányi Elek, irodalomtörténet-író, piarista szerzetes és tanár (* 1736)
- október 25.
  - Alexander Ball, brit katonatiszt, Málta katonai parancsnoka majd civil biztosa (* 1756)
  - idősebb Wesselényi Miklós, erdélyi magyar főúr, politikus, katona, író (* 1750)
- november 23. – Winterl József Jakab, orvos, kémikus, botanikus (* 1739)
- december 23. – Fabchich József, győr-egyházmegyei áldozópap és tanár (* 1753)
- december 24. – Báróczi Sándor, író (* 1735)